# Bucks Lake
Bucks Lake és una concentració de població designada pel cens dels Estats Units a l'estat de Califòrnia. Segons el cens del 2000 tenia 17 habitants.

## Demografia
Segons el cens del 2000, Bucks Lake tenia 17 habitants, 7 habitatges, i 4 famílies. La densitat de població era de 0,6 habitants per km².
Per edats la població es repartia de la següent manera: un 17,6% tenia menys de 18 anys, un 5,9% entre 18 i 24, un 17,6% entre 25 i 44, un 52,9% de 45 a 60 i un 5,9% 65 anys o més.
L'edat mediana era de 52 anys. Per cada 100 dones de 18 o més anys hi havia 75 homes.
La renda mediana per habitatge era de 56.250 $ i la renda mediana per família de 56.250 $. Els homes tenien una renda mediana de 0 $ mentre que les dones 0 $. La renda per capita de la població era de 23.571 $. Cap de les famílies estaven per davall del llindar de pobresa.

## Poblacions més properes
El següent diagrama mostra les poblacions més properes.